# Back to Back (Status Quo-album)
Back To Back är den brittiska rockgruppen Status Quos 16:e studioalbum och det sista som spelades in innan gruppen tog ett break 1985. Det är även det sista albumet som basisten Alan Lancaster och trummisen Pete Kircher medverkar på.

## Låtlista
1. A Mess Of Blues (Pomus/Shuman) 3:18
  - Sång: Francis Rossi
2. Ol' Rag Blues (Lancaster/Lamb) 2:44
  - Sång: Francis Rossi
3. Can't Be Done (Rossi/Frost) 3:01
  - Sång: Francis Rossi
4. Too Close Too The Ground (Parfitt/Bown) 3:37
  - Sång: Francis Rossi
5. No Contract (Parfitt/Bown) 3:35
  - Sång: Rick Parfitt
6. Win Or Lose (Rossi/Frost) 2:34
  - Sång: Francis Rossi
7. Marguerita Time (Rossi/Frost) 3:20
  - Sång: Francis Rossi
8. Your Kind Of Love (Lancaster) 3:16
  - Sång: Alan Lancaster
9. Stay The Night (Rossi/FrostMiller) 2:56
  - Sång: Francis Rossi
10. Going Down Town tonight (Johnson) 3:35
  - Sång: Francis Rossi